# Эльсайед, Мохамед (борец)
Мохаммад Ибрагим Эльсайед (араб. محمد إبراهيم السيد‎; род. 16 марта 1998, Египет) — египетский борец греко-римского стиля, многократный чемпион Африки, бронзовый призёр Олимпийских игр 2020 года в Токио.

## Карьера
В ноябре 2018 года на чемпионате мира U23 в Бухаресте одержал победу. В ноябре 2019 года в Будапеште во второй раз стал чемпионом мира U23. В сентябре 2019 года на чемпионате мира в Нур-Султане в схватке за бронзу уступил немцу Франку Штеблеру, заняв 5 место и получил лицензию на Олимпиаду 2020 года в Токио. В октябре 2019 года на Всемирных военных играх в китайском Ухане стал победителем, так как соперник по финалу россиянин Артём Сурков снялся из-за повреждения. 4 августа 2021 года одержав победу в схватке за 3 место над россиянином Артёмом Сурковым, стал бронзовым призёром Олимпийских игр.

## Достижения
- Чемпионат Африки по борьбе среди юниоров 2015 — ;
- Чемпионат Африки по борьбе 2016 — ;
- Чемпионат Африки по борьбе среди юниоров 2016 — ;
- Чемпионат мира по борьбе среди юниоров 2016 — ;
- Чемпионат Африки по борьбе среди юниоров 2017 — ;
- Чемпионат Африки по борьбе 2017 — ;
- Чемпионат Африки по борьбе среди юниоров 2018 — ;
- Чемпионат Африки по борьбе 2018 — ;
- Чемпионат мира по борьбе U23 2018 — ;
- Чемпионат Африки по борьбе 2019 — ;
- Африканские игры 2019 — ;
- Всемирные военные игры 2019 — ;
- Чемпионат мира по борьбе U23 2019 — ;
- Чемпионат Африки по вольной борьбе среди юниоров 2020 — ;
- Чемпионат Африки по борьбе 2020 — ;
- Олимпийские игры 2020 — ;
- Чемпионат Африки по борьбе 2023 — ;
- Африканские игры 2023 — ;